# Lorna Shore
 (juillet 2023).
La mise en forme du texte ne suit pas les recommandations de Wikipédia : il faut le « wikifier ».
Les points d'amélioration suivants sont les cas les plus fréquents. Le détail des points à revoir est peut-être précisé sur la page de discussion.
- Les titres sont pré-formatés par le logiciel. Ils ne sont ni en capitales, ni en gras.
- Le texte ne doit pas être écrit en capitales (les noms de famille non plus), ni en gras, ni en italique, ni en « petit »…
- Le gras n'est utilisé que pour surligner le titre de l'article dans l'introduction, une seule fois.
- L'italique est rarement utilisé : mots en langue étrangère, titres d'œuvres, noms de bateaux, etc.
- Les citations ne sont pas en italique mais en corps de texte normal. Elles sont entourées par des guillemets français : « et ».
- Les listes à puces sont à éviter, des paragraphes rédigés étant largement préférés. Les tableaux sont à réserver à la présentation de données structurées (résultats, etc.).
- Les appels de note de bas de page (petits chiffres en exposant, introduits par l'outil «  Source ») sont à placer entre la fin de phrase et le point final[comme ça].
- Les liens internes (vers d'autres articles de Wikipédia) sont à choisir avec parcimonie. Créez des liens vers des articles approfondissant le sujet. Les termes génériques sans rapport avec le sujet sont à éviter, ainsi que les répétitions de liens vers un même terme.
- Les liens externes sont à placer uniquement dans une section « Liens externes », à la fin de l'article. Ces liens sont à choisir avec parcimonie suivant les règles définies. Si un lien sert de source à l'article, son insertion dans le texte est à faire par les notes de bas de page.
- La présentation des références doit suivre les conventions bibliographiques. Il est recommandé d'utiliser les modèles {{Ouvrage}}, {{Chapitre}}, {{Article}}, {{Lien web}} et/ou {{Bibliographie}}. Le mode d'édition visuel peut mettre en forme automatiquement les références.
- Insérer une infobox (cadre d'informations à droite) n'est pas obligatoire pour parachever la mise en page.

Pour une aide détaillée, merci de consulter Aide:Wikification.
Si vous pensez que ces points ont été résolus, vous pouvez retirer ce bandeau et améliorer la mise en forme d'un autre article.
Lorna Shore est un groupe de deathcore américain formé dans le New Jersey en 2009. Le groupe est composé du guitariste principal Adam De Micco, du batteur Austin Archey, du guitariste rythmique Andrew O'Connor, du chanteur Will Ramos et du bassiste Michael Yager. Le groupe est surtout connu pour son single "To the Hellfire" en 2021. Ils ont sorti quatre albums studio : Psalms (2015), Flesh Coffin (2017), Immortal (2020) et Pain Remains (2022). Le groupe a également sorti quatre EP. Depuis 2017, aucun membre de la formation originelle n'est encore présent dans le groupe.

## Histoire

### Premières années, changements de line-up etPsalms(2009-2015)
Lorna Shore a été formé au cours du premier trimestre de 2009 dans le New Jersey. Le premier EP du groupe intitulé Triumph, sorti en 2010, adoptait un son à rapprocher du metalcore. Le deuxième EP du groupe, Bone Kingdom, relève davantage du deathcore, bien que dans un style plus progressif. Maleficium, le troisième EP du groupe, est sorti en décembre 2013. Le clip du single "Godmaker" est devenu un hit sur YouTube.
Lorna Shore a fait la promotion de Maleficium en ouvrant la tournée Die Without Hope de Carnifex avec I Declare War, Betraying the Martyrs et Here Comes the Kraken. Depuis lors, avant de sortir leur premier album, ils ont tourné avec des artistes tels que The Black Dahlia Murder, Within the Ruins, Archspire,, Oceano, Fallujah,, Fit for an Autopsy, Rivers of Nihil,, Cattle Decapitation, Upon a Burning Body, The Last Ten Seconds of Life, et Chelsea Grin. Psalms, leur premier album, est sorti le 9 juin 2015, via Density Records. L'album a été produit par le guitariste de Fit for an Autopsy, Will Putney, à The Machine Shop.

### Flesh Coffinet le départ de Herrera (2016-2017)
Le 21 septembre 2016, Lorna Shore a annoncé avoir signé avec Outerloop Records. Le groupe a sorti son deuxième album studio Flesh Coffin le 17 février 2017,. L'album a été produit par Carson Slovak et Grant McFarland d'Atrium Audio, connus pour avoir travaillé aux côtés de groupes tels que August Burns Red et From Ashes to New, entre autres. Ils ont sorti un single intitulé "Denounce the Light" le 17 novembre 2016,. Le deuxième single "Fvneral Moon" est sorti le 13 janvier 2017.
Début 2017, le bassiste et membre fondateur Gary Herrera a annoncé son départ. Flesh Coffin est la dernière production sur laquelle apparaissent les deux derniers membres fondateurs du groupe : Tom Barber au chant et Gary Herrera à la basse.

### Départ de Barber et Deffley, allégations de McCreery etImmortal(2018-2020)
Le chanteur de longue date Tom Barber a confirmé qu'il avait quitté Lorna Shore en avril 2018 pour rejoindre Chelsea Grin en tant que chanteur, en remplacement d'Alex Koehler, parti plus tôt dans l'année. Lorna Shore a publié une déclaration, assurant à leurs fans qu'ils continueraient sans Barber. CJ McCreery, du groupe de deathcore Signs of the Swarm de Pittsburgh, a ensuite été annoncé comme son remplaçant. Après que McCreery a rejoint Lorna Shore, le groupe a sorti deux singles, intitulés "This Is Hell" et "Darkest Spawn". Le groupe a rejoint le Summer Slaughter Tour avec Cattle Decapitation, Carnifex, The Faceless et plusieurs autres. Début octobre, Lorna Shore a annoncé sa signature avec Century Media Records ainsi que l'annonce de son nouvel album, Immortal. Le groupe a joué aux côtés de Fit for an Autopsy et Rivers of Nihil d'octobre à novembre.
Le 23 décembre 2019, le groupe a brusquement licencié McCreery après que des allégations d'abus sexuels présumés ont été évoquées. Les allégations ont commencé lorsqu'une ex-amante de McCreery a commencé à publier des histoires et des captures d'écran de SMS détaillant un comportement abusif qui se serait produit au cours d'une relation de quatre ans. À la suite de cela, d'autres personnes ont également commencé à accuser McCreery d'une conduite similaire. Une semaine et demie plus tard, le groupe a annoncé l'annulation d'une prochaine tournée en Asie et que la sortie de leur prochain album Immortal (avec McCreery au chant) serait retardé,. Cependant, ces affirmations ont ensuite été rétractées car il a été révélé quelque temps plus tard que l'album sortirait à la date initialement prévue du 31 janvier.

### ...And I Return to NothingnessetPain Remains(2021–présent)

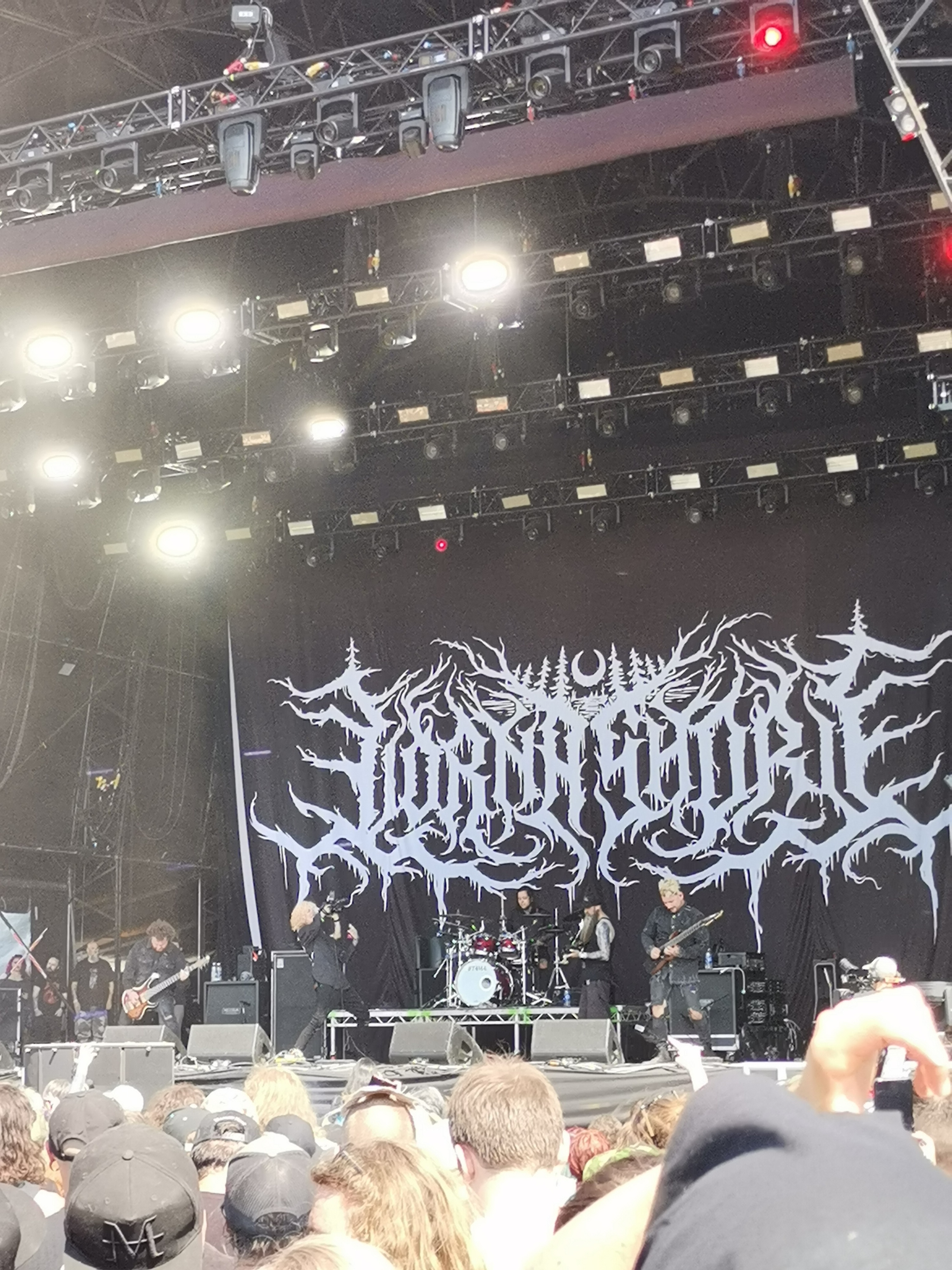
Lorna Shore à Bloodstock Open Air 2022

Malgré la situation, Lorna Shore a continué sa tournée en Europe dans le cadre de la sortie de l'album Immortal, recrutant le chanteur Will Ramos (anciennement de Monument of a Memory et A Wake in Providence) comme remplaçant. Toute autre activité a été interrompue en raison de la pandémie de COVID-19. Le 5 mars 2021, lors d'une tournée, le groupe sort une édition instrumentale d'Immortal.
Le 11 juin 2021, le groupe est revenu avec une nouvelle chanson intitulée "To the Hellfire", et a annoncé Ramos comme nouveau chanteur permanent,. Ramos était à l'origine un membre de remplacement en tournée. Ils ont également annoncé les détails de leur nouvel EP ....And I Return to Nothingness,.
"To the Hellfire" est devenu un succès viral pour le groupe, culminant au numéro 4 du Top 10 du Spotify Viral Chart. Elle a également été élue par les lecteurs de Revolver comme la "Meilleure chanson de 2021 jusqu'à présent", Eli Enis la qualifiant de "l'une des chansons de deathcore les plus exagérées de l'histoire récente." Il dépasserait également "Immortal" en tant que chanson la plus diffusée du groupe sur Spotify avec plus de 4 millions de flux. Elle a été élue par Loudwire comme la meilleure chanson métal de 2021.
L'EP est sorti le 13 août 2021, avec des critiques positives pour la chanson titre. Ricky Aarons, écrivant pour Wall of Sound, a passé en revue l'EP et la chanson principale en déclarant: "Le groupe continue avec le véhicule épique de la destruction, mais change légèrement de tact, d'une manière qui rappelle leur travail précédent... Les détails techniques et la rapidité des riffs sont incroyables. Une fois de plus, Ramos ne saute pas un détail dans chaque parole qu'il prononce... Il considère quelles lignes se terminent par un haut ou un bas et ces détails infimes sont décisifs. Plutôt que la chanson se concentre sur la férocité des breakdowns, il s'agit davantage de rythmes rapides et de l'élément technique de ce groupe merveilleux."
Le 29 avril 2022, le groupe a lancé une nouvelle chanson, "Sun // Eater", lors d'un concert de leur prochain album, intitulé Pain Remains . La chanson, accompagnée d'un clip vidéo, est officiellement sortie le 13 mai. En plus de l'annonce de l'album, le nouveau single a été le premier à présenter le nouveau bassiste Michael Yager, qui a rejoint le groupe lors des sessions d'enregistrement de Pain Remains. Le 22 juin, Lorna Shore a lancé le deuxième single de son prochain album, intitulé "Into the Earth", avec un clip vidéo d'accompagnement. Le 26 juillet, le groupe a sorti le troisième single de l'album, "Cursed to Die", et a également révélé que Pain Remains sortirait le 14 octobre. Le 14 septembre, le groupe a sorti la première partie de la chanson titre de l'album intitulée "Pain Remains I: Dancing Like Flames". Le 29 septembre, le groupe a sorti la deuxième partie de la chanson titre de l'album intitulée "Pain Remains II: After All I've Done, I'll Disappear", accompagnée d'un clip vidéo. Le clip de "Pain Remains III: In a Sea of Fire" est sorti le 14 octobre 2022, coïncidant avec la sortie de l'album,.

## Style musical
Le style musical de Lorna Shore a été principalement décrit comme du deathcore,,,, du blackened death metal, du blackened deathcore, et du métal symphonique. La musique du groupe contient des influences du black metal et utilise des éléments symphoniques. Les premiers travaux du groupe ont montré des expériences ponctuelles dans d'autres genres de métal en dehors de leur son principal ; leur premier EP Triumph a été décrit comme du metalcore, leur deuxième EP Bone Kingdom est passé à un son deathcore progressif, et leur premier album Psalms est davantage considéré comme un album de death metal technique avec les breakdowns attendues dans le deathcore.

## Membres du groupe
| Membres actuels - Adam De Micco – guitare (2010–présent); guitare rythmique (2011–2015, 2019); basse (2017–2021) - Austin Archey – batterie (2012–présent) - Andrew O'Connor – guitar rythmique (2019–présent); basse (2019–2021) - Will Ramos – chant (2021–présent; membre de tournée 2020–2021) - Michael Yager – basse, chœurs (2021–présent); batterie (membre de tournée 2022) | Membres passés - Aaron Brown – guitare (2009–2010) - Jeff Moskovciak – guitare rythmique (2009–2011) - Scott Cooper – batterie (2009–2012) - Gary Herrera – basse (2009–2017) - Tom Barber – chant (2009–2018) - Connor Deffley – guitar rythmique (2015–2019); bass (2017–2019) - CJ McCreery – chant (2018–2019) |

## Discographie
Albums studio
- Psalms (2015)
- Flesh Coffin (2017)
- Immortal (2020)
- Pain Remains (2022)
- I Feel the Everblack Festering Within Me (2025)

EPs
- Triumph (2010)
- Bone Kingdom (2012)
- Maleficium (2013)
- ...And I Return to Nothingness (en) (2021)